# Теория изогнутой химической связи
Теория изогнутой химической связи предложена Лайнусом Полингом на симпозиуме по теоретической органической химии, посвящённом памяти А. Кекуле (симпозиум состоялся в Лондоне в сентябре 1958 года). В докладе Полинга дана теория двойной связи как комбинации двух одинаковых изогнутых связей. Изгиб химической связи вызван электростатическим отталкиванием электронов, образующих химическую связь. Под действием кулоновских сил отталкивания электронов происходит смещение последних с линии, соединяющих ядра молекулы. Полинг отмечал, что описание двойной и тройной связи с помощью представления об изогнутых связях поразительным образом объясняет некоторые из их свойств. Так, если кратные связи имеют вид дуг длиной 1,54 Å (длина простой связи углерод — углерод) и начальное направление их совпадает с тетраэдрическим, то их вычисленная длина оказывается равной 1,32 Å для двойной связи и 1,18 Å для тройной, что хорошо соответствует экспериментальным значениям 1,33 и 1,20 Å. На этом симпозиуме Полинг со всей категоричностью утверждал: «Могут найтись химики, полагающие, что чрезвычайно важным новшеством явилось введение σ, π-описания для двойной или тройной связи и сопряжённых систем вместо описания с помощью изогнутых связей. Я же утверждаю, что σ, π-описание менее удовлетворительно, чем описание с помощью изогнутых связей, что это нововведение является только переходящим и вскоре отомрёт.»
Полинг оказался прав, теория валентных связей, в которой использовались σ, π-описания химической связи, потеряла своё лидирующее положение.
К категории изогнутой химической связи можно отнести боровскую модель химической связи, трактуя её как комбинацию двух изогнутых одноэлектронных химических связей. Длина одноэлектронной химической связи в молекулярном ионе водорода H2+ равна двум боровским радиусам a0 = 0,53 Å и составляет 1,06 Å.

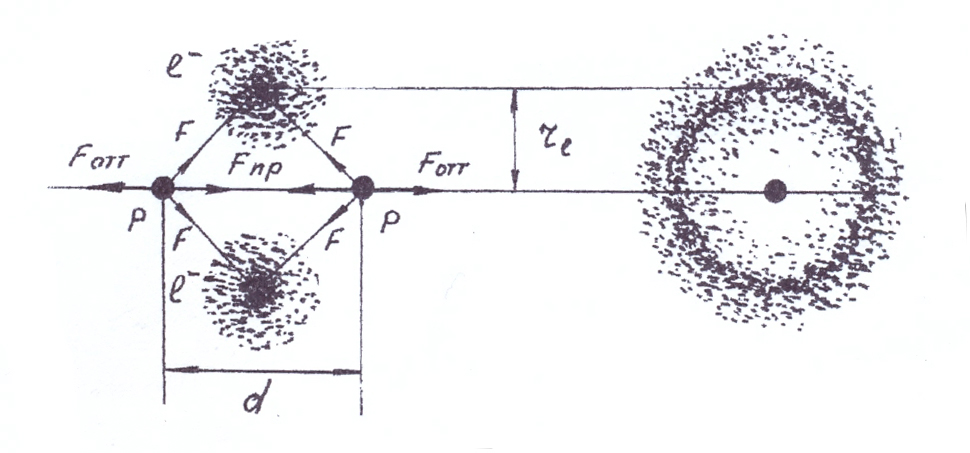
Модель молекулы водорода и её осевая проекция

Введение электрона в молекулярный ион водорода H2+ приводит к их рекомбинации с образованием молекулы водорода. Химическую связь в молекуле водорода, по теории изогнутой химической связи Полинга, можно действительно рассматривать как комбинацию двух изогнутых одноэлектронных химических связей. Длина связи d ≈ a0√2 ≈ 0,748 Å (экспериментальное значение — 0,7416 Å). Величина прогиба изогнутой одноэлектронной химической связи re ≈ 0,374.